# کاترین، قلمرو شمالی
کاترین (به انگلیسی: Katherine) یک شهرک در استرالیا است که در قلمرو شمالی (استرالیا) واقع شده‌است.